# حج القحف الجبهي الثنائي
حج القحف الجبهي الثنائي أو حج القحف الجبهي في الجانبين هو إجراءٌ جراحيٌ يُستعمل للتعامل مع مناطق مُختلة الوظيفة أو أورامٍ مُختلفة في الدماغ.